# Språkrådet (Norwegen)
Der Språkråd (deutsch: „Sprachrat“; das schließende -et in Språkrådet ist der bestimmte Artikel des Neutrums) ist ein staatliches beratendes Organ, das sich mit Fragen der norwegischen Sprachformen Bokmål und Nynorsk auseinandersetzt. Er richtet sich dabei sowohl an öffentliche Institutionen als auch an Privatleute. Der Sprachrat wurde erstmals 1952 als Norsk språknemnd durch Gesetz eingerichtet. 1972 wurde er als Norsk språkråd neu organisiert. Der gegenwärtige Sprachrat wurde 2005 als Språkrådet gegründet und vom Kultur- und Kirchenministerium anerkannt.
Am 25. April 2006 beschloss das Ministerium die Grundlagen für den neuen Sprachrat. Danach ist dieser das staatliche Fachorgan für Sprachfragen. Zu den Aufgaben des Rates gehört es, die norwegische Sprache in ihren beiden Varianten Bokmål und Nynorsk zu stärken, wobei ein breiter Kontakt zur Gesellschaft gepflegt werden soll. Im Zentrum stehen unter anderem die Normierung der beiden offiziellen Sprachformen (2005 neue Rechtschreibung für Bokmål, 2012 für Nynorsk), die Beobachtung der Befolgung des Sprachengesetzes durch die Behörden und Institutionen, die Förderung einer klarer Sprache in Erlassen des Staates, die Schaffung einer norwegischen Fachterminologie sowie die sprachliche Qualitätssicherung bei Schulbüchern. Mit der Herausgabe der Bokmålsordboka und der Nynorskordboka publiziert er überdies die beiden maßgeblichen Wörterbücher für Bokmål und Nynorsk, und er unterhält eine Auskunftsstelle für Fragen aus der Öffentlichkeit. Nicht zuständig ist der Sprachrat für Fragen des Samischen; hier liegen die Kompetenzen beim Parlament der norwegischen Samen, dem Sameting.
2013/2014 fand eine Reorganisation statt. Die Mitarbeiter wurden drei Fachsektionen zugeordnet: der Sektion für Fachsprache und Sprache in Gesellschaft und höherer Ausbildung, der Sektion für Schule und öffentliche Verwaltung und der Sektion für gesprochene Sprache und Sprachberatung, dazu kam eine Sektion für Administration und eine Einheit für Kommunikation. Parallel zu den drei Sektionen gibt es drei Fachräte: den Fachrat für Fachsprache und Sprache in Gesellschaft und höherer Ausbildung, den Fachrat für Schule und öffentliche Verwaltung und den Fachrat für Normierung und Sprachbeobachtung. 2018 wurde überdies ein Fachrat für Ortsnamen eingerichtet.